# Їжатець африканський
Їжатець африканський, або південноафриканський (Hystrix africaeaustralis) — вид гризунів із родини їжатцевих (Hystricidae), найбільший гризун Африки. Середовищем проживання в основному є савани й напівпустельні райони. Тварини живуть сімейними групами, ховаються у норах, і харчуються корінням, бульбами й іншими частинами рослин.

## Поширення та палеонтологія
Поширений у південній частині Африки, в країнах: Ботсвана, Бурунді, Конго, Конго, Кенії, Лесото, Малаві, Мозамбік, Намібія, Руанда, Південна Африка, Свазіленд, Танзанія, Уганда, Замбія, Зімбабве. Живе при більшості з типів рослинного покриву, які характерні для південної Африки, відсутній лише в лісах. Діапазон за висотою: від рівня моря до 2000 м над рівнем моря.
Рід Hystrix присутній у палеонтологічному літописі Африки з кінця міоцену. У Південній Африці, гадані скам'янілості H. africaeaustralis зустрічаються в пліоцені й плейстоцені.

## Морфологія
Морфометрія Повна довжина: 630–805, довжина хвоста: 105–130, довжина задньої ступні: 89–114, довжина вух: 39–48 мм. Дорослі особини важать 10–24.1 кг.
Опис Це найбільший гризун Африки. Середня вага тіла дещо відрізняється залежно від області проживання, а також вага самиць трохи більша. Характерною ознакою для цього виду є біла середня лінія вздовж крупа. H. africaeaustralis — кремезний з відносно короткими ногами й коротким, добре прихованим хвостом. Голова округла із сірувато-коричневий щетиною на обличчі й товстими, рухливими вібрисами. Очі маленькі й розташовані далеко назад на голові; вуха непомітні, але формою схожі на людські. Тіло вкрите щетинистим волоссям, довгими колючками (англ. spines) (до 50 см), товстими оборонними голками (англ. quills) (до 30 см), і сплюснутими щетинистими волосками. Хвіст несе жмуток сильно модифікованих, порожнистих брязкальних голок.

## Голки та волосся
Їжатець південноафриканський має кілька типів голок: колючки, справжні голки, дотикові щетинки, перехідні голки, брязкальні голки. Колючки є різкими, жорсткими, пласкими й рифленими щетинистими волосками, які покривають більшу частину тіла. Справжні голки, первинні засоби захисту, є найтовщими з модифікованого волосся і мають дуже гострі вершини. Відносно негнучкі, справжні голки круглі в перерізі, діаметр найбільший на середині довжини голки і звужується до кінців. Дотикові щетинки є дуже гнучкими. Як справжній голки, дотикові щетинки круглі в поперечному перерізі, а діаметр найбільший біля основи волосся і менше, ніж типовий діаметр голки. Перехідні голки є проміжними для справжніх голок до дотикових щетинок по довжині, діаметру і гнучкості. Брязкальні голки також круглі в поперечному перерізі, але капсульної форми, порожнисті й відкриті в кінці. Брязкальні голки приєднуються до хвоста тонким черешком або ніжкою при основі голки. Порожниста частина голок довжиною понад 60 мм. Підняте грубе волосся гребеня (від верхньої частини голови до надпліччя) сягає в довжину 50 см. Волосся в передній частині гребеня чорне на основі, прагнучи до білого на кінцях. Грубе, сплюснуте, чорне волосся, яке набуває коричневих тонів у літніх тварин, вкриває все тіло за винятком губ, носа, округлих вух, і підошов ніг.

## Поведінка
Вдень знаходить притулок в ущелинах, печерах, кинутих норах, які змінюють відповідно до власних вимог, але можуть рити нори й самі. Їжатець південноафриканський веде нічний, наземний і самітницький спосіб життя, але іноді може жити групами по 2–3 особини. Цей вид є моногамним і групи формуються з дорослої пари, з дорослої пари і їх потомства, з дорослого їжатця і молоді. Вегетаріанець, живиться корінням, бульбою, цибулинами, фруктами, що впали, різноманітними рослинами, листям, іноді гризе кору дерев.

## Відтворення та життєвий цикл
Статева зрілість досягається протягом другого року життя для самиць і між 8 і 18 місяців для самців. Самці та самки репродуктивно активні протягом всього року. Середня тривалість вагітності — 94 днів. Самиці народжують в середньому один раз на рік з інтервалом між двома послідовними приплодами 385 днів. Народжується від одного до трьох малюків: у 58.8% випадків — один, у 32.1% — два, решта припадає на трійню. Маса новонароджених коливається від 300 до 440 г (бл. 2,1% від середнього значення маси самиці). Новонароджені не відрізняються по масі залежно від статі. Спинні голки м'які та брязкальні голки закриті, і загострені при народженні. Середня тривалість лактації у 9 самиць становила 101 добу. Живе до бл. 10 років в дикій природі та до 20 років у неволі. Їжатець південноафриканський повільно збільшує чисельність і внаслідок невеликого розміру приплоду, і тривалого періоду вагітності, але їх довговічність і догляд за молоддю дозволяють тримати потрібну чисельність населення.